# إيفيت يونغ
إيفيت يونغ (بالإنجليزية: Yvette Young) هي موسيقية أمريكية، ولدت في 28 يونيو 1991.

## وصلات خارجية
- إيفيت يونغ على موقع ميوزك برينز (الإنجليزية)
- إيفيت يونغ على موقع ديسكوغز (الإنجليزية)